# Jesús Mendoza
José de Jesús Mendoza Magaña (ur. 10 stycznia 1979 w Lagos) – meksykański piłkarz występujący najczęściej na pozycji ofensywnego pomocnika, obecnie zawodnik Celayi.

## Kariera klubowa
Mendoza profesjonalną karierę klubową rozpoczynał w zespole Club León, w barwach którego zadebiutował w meksykańskiej Primera División – 25 lutego 1997 w wygranym 3:0 spotkaniu z Cruz Azul. Premierowego gola w najwyższej klasie rozgrywkowej strzelił za to 17 października 1988 w zremisowanej 1:1 konfrontacji z Tigres UANL. W Leónie spędził trzy lata, nie odnosząc większych sukcesów, po czym odszedł do jednego z najbardziej utytułowanych klubów w ojczyźnie – Chivas de Guadalajara. Tam szybko wywalczył sobie miejsce w wyjściowym składzie, jednak już rok później został bohaterem kontrowersyjnego transferu, podpisując umowę z odwiecznym rywalem Chivas – stołecznym Club América. Jako ważny piłkarz podstawowej jedenastki triumfował w Pucharze Gigantów CONCACAF w 2001 roku, natomiast w wiosennym sezonie Verano 2002 wywalczył z Américą mistrzostwo Meksyku.
Wiosenne rozgrywki Clausura 2003 Mendoza spędził na wypożyczeniu w CF Monterrey, kolejny raz zdobywając wówczas tytuł mistrzowski. W 2004 roku, ponownie jako zawodnik Amériki, zajął ze swoją ekipą drugie miejsce w turnieju InterLigi, dzięki czemu mógł wziąć udział w Copa Libertadores – tam odpadł po dwumeczu 1/8 finału. W sezonie Clausura 2005 po raz trzeci w karierze osiągnął tytuł mistrza kraju. Bezpośrednio po tym sukcesie przeszedł do San Luis FC, gdzie podczas Clausury 2006 wywalczył wicemistrzostwo Meksyku. Ze względu na słabą pozycję w pierwszej jedenastce był wypożyczany na pół roku do Atlante FC i Monarcas Morelia, a także na rok do drugoligowych Tampico Madero i Petroleros de Salamanca.
W sezonie 2009/2010 Mendoza, jako zawodnik drugoligowego Club Necaxa, zwyciężył zarówno w rozgrywkach Apertura, jak i Clausura, awansując z zespołem do pierwszej ligi. Sam pozostał jednak w Liga de Ascenso, pomagając dojść ekipie Tiburones Rojos de Veracruz do finału drugiej ligi w fazie Apertura 2010. Wiosną 2011 został piłkarzem CF La Piedad, skąd po pół roku przeszedł do Club Celaya, także z drugiej ligi meksykańskiej.

## Kariera reprezentacyjna
W 1999 roku Mendoza znalazł się w składzie reprezentacji Meksyku U–20 na Młodzieżowe Mistrzostwa Świata w Nigerii. Wystąpił wówczas we wszystkich możliwych pięciu spotkaniach, natomiast jego kadra odpadła z turnieju w ćwierćfinale.
W seniorskiej reprezentacji Meksyku Mendoza zadebiutował 17 listopada 1998 w wygranym 2:0 meczu towarzyskim z Salwadorem. W 2000 roku został powołany przez selekcjonera Manuela Lapuente na Złoty Puchar CONCACAF, gdzie rozegrał dwa spotkania, a Meksykanie odpadli ostatecznie w ćwierćfinale. Jedynego gola w kadrze narodowej strzelił 13 lutego 2002 w przegranym 1:2 sparingu z Jugosławią, zamykając swój bilans w reprezentaacji na jedenastu rozegranych pojedynkach.